# Wahlbezirk Böhmen 23
Der Wahlbezirk Böhmen 23 war ein Wahlkreis für die Wahlen zum Abgeordnetenhaus im österreichischen Kronland Böhmen. Der Wahlbezirk wurde 1907 mit der Einführung der Reichsratswahlordnung geschaffen und bestand bis zum Zusammenbruch der Habsburgermonarchie.

## Geschichte
Nachdem der Reichsrat im Herbst 1906 das allgemeine, gleiche, geheime und direkte Männerwahlrecht beschlossen hatte, wurde mit 26. Jänner 1907 die große Wahlrechtsreform durch Sanktionierung von Kaiser Franz Joseph I. gültig. Mit der neuen Reichsratswahlordnung schuf man insgesamt 516 Wahlbezirke mit je einem zu wählenden Abgeordneten, die durch Direktwahl mit allfälliger Stichwahl bestimmt wurden. Der Wahlkreis Böhmen 22 umfasste die Städte, Märkte und Gemeinden Königinhof an der Elbe, Eipel, Politz, Jaroměř, Josefstadt, Nachod, Rothkosteletz und Hronow. Aus der Reichsratswahl 1907 ging Antonín Hajn von der Tschechisch national-sozialen Partei als Sieger hervor. Bei der Reichsratswahl 1911 wurde Hajn von seinem Parteikollegen Karel Exner abgelöst.

## Wahlen
Die Reichsratswahl 1907 wurde am 14. Mai 1907 (erster Wahlgang) sowie am 23. Mai 1907 (Stichwahl) durchgeführt.

### Reichsratswahl 1907

#### Erster Wahlgang
| Kandidat                                                                | Partei                                      | Wahlkreisstimmen | Prozent |
| ----------------------------------------------------------------------- | ------------------------------------------- | ---------------- | ------- |
| Antonín Hajn                                                            | Tschechisch national-soziale Partei         | 3259             | 38,0    |
| Jáchym Havlena                                                          | Tschechische Sozialdemokratische Partei     | 2769             | 32,3 %  |
| Josef Krejčík                                                           | Jungtschechen                               | 1889             | 22,0 %  |
| Josef Moravec                                                           | Tschechisch radikal-fortschrittliche Partei | 524              | 6,1 %   |
| Karl Felisko                                                            | Deutscher Kandidat                          | 124              | 1,4 %   |
|                                                                         | Sonstige Parteien                           | 18               | 0,2 %   |
| Wahlberechtigte: 10.323, Ungültige Stimmen: 23, Wahlbeteiligung: 83,1 % |                                             |                  |         |

#### Stichwahl
| Kandidat                                                                | Partei                                  | Wahlkreisstimmen | Prozent |
| ----------------------------------------------------------------------- | --------------------------------------- | ---------------- | ------- |
| Antonín Hajn                                                            | Tschechisch national-soziale Partei     | 5342             | 62,8 %  |
| Jáchym Havlena                                                          | Tschechische Sozialdemokratische Partei | 3170             | 37,2 %  |
| Wahlberechtigte: 10.327, Ungültige Stimmen: 49, Wahlbeteiligung: 82,9 % |                                         |                  |         |

### Reichsratswahl 1911
Die Reichsratswahl 1911 wurde am 13. Juni 1911 sowie am 20. Juni 1911 (Stichwahl) durchgeführt.

#### Erster Wahlgang
| Kandidat                                                                | Partei                                               | Wahlkreisstimmen | Prozent |
| ----------------------------------------------------------------------- | ---------------------------------------------------- | ---------------- | ------- |
| Antonín Nemec                                                           | Tschechische Sozialdemokratische Partei              | 2691             | 28,5 %  |
| Karel Exner                                                             | Tschechisch national-sozialen Partei                 | 2625             | 27,8 %  |
| Antonín Haka                                                            | Tschechische staatsrechtlich-fortschrittliche Partei | 1674             | %       |
| Adalbert Graf Sternberg                                                 | Selbständiger Kandidat                               | 1643             | 17,4 %  |
| Václav Bouček                                                           | Fortschrittlicher Realist                            | 594              | 6,3 %   |
| Johann Rösel                                                            | Deutscher Kandidat                                   | 197              | 2,1 %   |
|                                                                         | Sonstige                                             | 7                | 0,1 %   |
| Wahlberechtigte: 11.330, Ungültige Stimmen: 66, Wahlbeteiligung: 83,8 % |                                                      |                  |         |

#### Stichwahl
| Kandidat                                                                | Partei                                  | Wahlkreisstimmen | Prozent |
| ----------------------------------------------------------------------- | --------------------------------------- | ---------------- | ------- |
| Karel Exner                                                             | Tschechisch national-sozialen Partei    | 4932             | 57,9 %  |
| Antonín Nemec                                                           | Tschechische Sozialdemokratische Partei | 3586             | 42,1 %  |
| Wahlberechtigte: 11.707, Ungültige Stimmen: 57, Wahlbeteiligung: 87,3 % |                                         |                  |         |